# Karnevalen i Brasilien
Karnevalen i Brasilien (portugisiska: Carnaval do Brasil) är de årliga firanden som hålls mellan fredagen och tisdagen före  askonsdagen, vilket traditionellt innebär starten på Påskfastan, då många inom Romersk-katolska kyrkan samt vissa andra kristna traditionellt sett under dessa dagar avstått från att äta kött.
Olika typer av gatukarnevalståg är vanliga i hela landet. Musiken kan vara traditionell eller modern som marchinha, samba, axé, frevo eller maracatu. Galo da Madrugada i Recife räknas som världens största gatukarnevalgrupp. 
Sambaskolornas parad i Rio de Janeiro är en känd paradtävling.

## Lokala karnevaler
- Karnevalen i Rio de Janeiro
- Karnevalen i Pernambuco[4]
- Karnevalen i Salvador de Bahia[5]